# Utan återvändo
Utan återvändo (originaltitel: No Highway in the Sky) är en brittisk drama-film från 1951 med James Stewart och Marlene Dietrich i huvudrollerna. Filmen regisserades av Henry Koster.

## Handling
Theodore Honey (James Stewart) är en flygplansingenjör som är på väg till Labradorhalvön för att undersöka ett flyghaveri. Hans teori är att orsaken var en felaktighet i planets konstruktion. Men när väl planet han åker med har startat märker han att det är av samma typ som det som havererade. Han väljer, trots att han inte är säkert, att avslöja det han vet för passagerarna och besättningen, däribland medpassageraren Monica Teasdale (Marlene Dietrich).

## Rollista (i urval)
- James Stewart
- Marlene Dietrich
- Glynis Johns
- Jack Hawkins
- Janette Scott
- Elizabeth Allan
- Ronald Squire
- Jill Clifford